# Châteaubourg, Ardèche

Châteaubourg este o comună în departamentul Ardèche din sud-estul Franței. În 1 ianuarie 2022 avea o populație de 232 de locuitori.